# Edgar Ferreres
Edgar Ferreres Gutiérrez (La Jana, Castellón, España, 6 de julio de 1997) conocido deportivamente como Edgar Ferreres es un futbolista español que juega como Defensa central. Actualmente forma parte del SC Palazzolo de la Eccellenza Italiana.

## Trayectoria deportiva
Formado en las categorías inferiores de clubes de la zona de la Provincia de Castellón pasó por diferentes equipos juveniles como el Club de Fútbol Alcanar, Club Deportiu Tortosa o el Club de Fútbol Ulldecona donde más tarde debutó con el primer equipo senior.
En 2016 y durante las siguientes dos temporadas formó parte de la Unió Esportiva Tivenys de la Cuarta Catalana de la Federación Catalana de Fútbol, para en 2018 recalar en el filial del CD Benicarló para militar en Primera Regional de la Comunidad Valenciana.
Más tarde recaló en clubes de la Tercera Catalana como el Club de Fútbol Jesús Catalonia en la campaña 2019-2020 y el Club de Fútbol Godall en el curso 2020-2021 hasta finalizar la competición respectivamente.
El 18 de agosto de 2021, Ferreres fue anunciado a través de los medios oficiales del CE Carroi de Primera División de Andorra como la primera incorporación del club andorrano pasando a formar parte de la plantilla de cara al curso 21/22 debutando en el encuentro correspondiente a la jornada tercera de liga ante el Fútbol Club Santa Coloma.
En enero de 2022 ficha por el TuS Rüssingen de la Verbandsliga Südwest correspondiente a la sexta división nacional en Alemania.

## Carrera deportiva

### Clubes
| Club               | País     | Año             |
| ------------------ | -------- | --------------- |
| CF Uldecona U19    | España   | 2015 – 2016     |
| UE Tivenys         | España   | 2016-2018       |
| CD Benicarló B     | España   | 2018 – 2019     |
| CF Jesús Catalonia | España   | 2019-2020       |
| CF Godall          | España   | 2020 – 2021     |
| CE Carroi          | Andorra  | 2021            |
| TuS Rüssingen      | Alemania | 2022-Actualidad |